# Narrazione transmediale

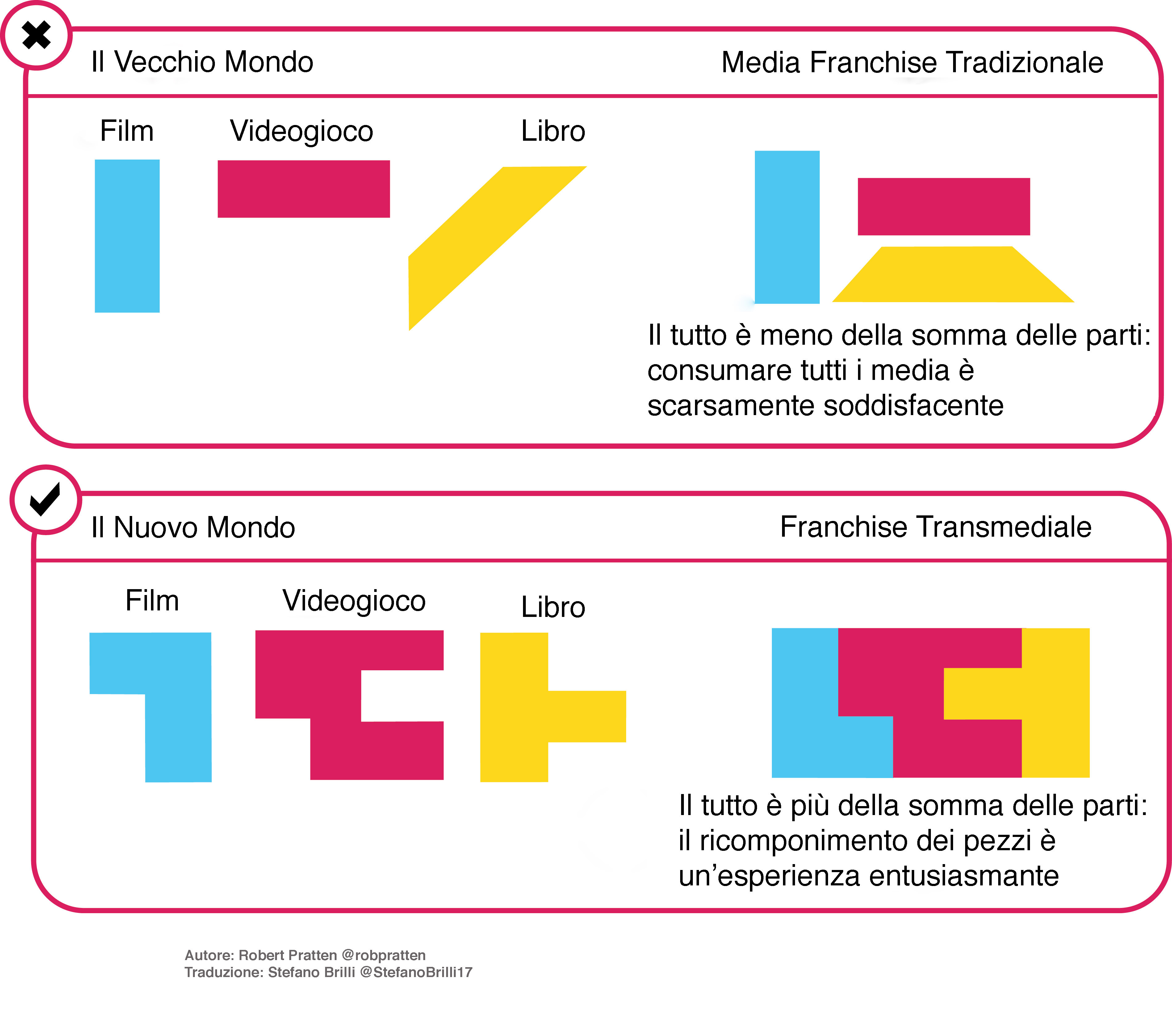
Narrazione transmediale, Robert Pratten

Narrazione transmediale (inglese Transmedia storytelling, transmedia narrative, multiplatform storytelling) come la definisce Henry Jenkins nel suo testo del 2006 Cultura convergente, è una forma narrativa che, muovendosi attraverso diversi tipi di media, contribuisce a perfezionare ed integrare l'esperienza dell'utente con nuove e distinte informazioni. Ogni medium, veicolando nuove e distinte informazioni, contribuisce allo sviluppo della storia e alla comprensione del mondo narrato. In questo modo l'utente è chiamato a ricostruire il significato complessivo di un'opera integrando vari media.
Jenkins propone due fattori prominenti che guidano la crescita della comunicazione transmediale: il primo è la proliferazione dei nuovi media come i video games, internet e le piattaforme mobili con le loro applicazioni. Il secondo è l'incentivo economico per i creatori di media, condividendo gli assets, possono abbassare i costi di produzione. La narrazione transmediale spesso usa il principio della ipersocialità attraverso pratiche di creazione delle storie anche da parte di persone che non hanno direttamente a che fare con la produzione principale.

## Definizione

### Origine del concetto
Una prima riflessione sul concetto è stata attribuita a Dick Higgins e all'articolo Statement of Intermedia, pubblicato nel 1965 sulla propria rivista Something Else Newsletter. Higgins utilizza il concetto di "intermedialità" per indicare la necessità per gli artisti di aprire il proprio pensiero creativo all'utilizzo di diversi supporti mediali, evitando di racchiudere il significato delle proprie opere all'interno di un'unica disciplina.
Nel 1991 Marsha Kinder, docente all'University of Southern California, ha parlato invece di "superstrutture commerciali transmediali" nel suo libro Playing with Power in Movies, Television and Videogames per evocare il potere della narrazione transmediale nel messaggio pubblicitario.
Il vero e proprio concetto di transmedialità è stato utilizzato per la prima volta da Henry Jenkins nel suo articolo Transmedia Storytelling, pubblicato nel gennaio 2003 su TecnologyReview. Jenkins ha successivamente trattato in maniera più estesa il concetto in Convergence Culture nel 2006; secondo l'autore una narrazione transmediale si sviluppa su una moltitudine di piattaforme mediali, dove ciascuna apporta un contributo diverso alla trama complessiva della narrazione.

### Convergenza
Nel testo Convergence Culture, Jenkins descrive la narrazione transmediale come un fenomeno strettamente collegato alla convergenza mediatica iniziata nei primi anni 2000. L'evoluzione tecnologica e dei nuovi supporti mediali ha aperto inoltre a fruitori di contenuti la possibilità di partecipare alla loro co-creazione. Secondo Jenkins le narrazioni transmediali permettono quindi di passare da un consumo individuale e passivo a una fruizione attiva e collettiva.

### I sette principi della narrazione transmediale (Henry Jenkins)
Jenkins, durante il suo intervento Revenge of the Origami Unicorn alla conferenza Futures of Entertainment (MIT), propone sette principi che caratterizzano la narrazione transmediale: Spalmabilità (Spreadability) vs. Penetrabilità (Drillability), Continuità vs. Molteplicità, Immersione vs. Estraibilità, Costruzione di mondi, Serialità, Soggettività e Performance.

#### Spalmabilità vs. Penetrabilità
Nelle narrazioni transmediali è possibile osservare una tensione fra il concetto di spalmabilità e quello di penetrabilità.
Il concetto di spalmabilità, coniato da Jenkins, può essere inteso come la capacità di un contenuto di diffondersi attraverso le reti sociali. Il concetto di spalmabilità è considerato da Jenkins come alternativa all'idea di viralità. Secondo l'autore, infatti, la metafora della viralità è fuorviante perché lascia supporre che il contenuto si diffonda nelle reti sociali a prescindere dalla volontà dei singoli nodi. La spalmabilità si riferisce invece alla capacità del pubblico di impegnarsi in modo attivo nella circolazione di contenuti multimediali attraverso la rete e nel processo di espansione del loro valore economico e culturale.
Penetrabilità è un concetto proposto da Jason Mittell e mette invece in luce la capacità di un contenuto mediale di invogliare il pubblico ad approfondire la storia scavando nella sua complessità. I fan compiono qui un'attività investigativa, in cui i vari prodotti mediali fungono da magneti che invitano gli spettatori a scavare a fondo nel mondo narrativo. L'opposizione tra spalmabilità e penetrabilità non è di tipo gerarchico ma segna un diverso impegno culturale: i media spalmabili non incoraggiano necessariamente lavori a lungo termine e coinvolgono grandi comunità di utenti. I media penetrabili interessano meno persone che impiegano molto tempo, energie e volontà nella creazione di un prodotto informativo.
Secondo Giovanni Boccia Artieri il concetto di spreadability comprende aspetti che riguardano sia le proprietà dei contenuti che le caratteristiche dei media in cui vengono veicolati. Ad esempio la spreadability di un contenuto può essere agevolata od ostacolata in base:- alle strutture economiche e alle regolamentazioni sul copyright;- alla predisposizione delle strutture tecno-comunicative alla circolazione e condivisione dei contenuti mediali;- alle proprietà morfologiche dei singoli contenuti, che possono incoraggiare o meno pratiche di remix o mashup;- alla presenza di reti sociali online e offline, rese visibili dalla stessa circolazione dei contenuti in quanto oggetti relazionali.

#### Continuità vs. Molteplicità
I format su cui si sviluppa la narrazione transmediale fanno interagire due principi: continuity e multiplicity.
La continuity è il principio di coerenza e plausibilità all'interno di un contenuto o di una serie di contenuti appartenenti ad uno stesso universo di riferimento. Molti fan lodano queste attività di coerenza, interpretando la continuità come l'unico valore che può ripagarli dell'investimento di tempo ed energie necessario a raccogliere i pezzetti sparsi e ad assemblarli in una totalità dotata di senso.
La multiplicity crea racconti alternativi all'interno di un unico universo narrativo, dove i personaggi e gli eventi si vedono in prospettive nuove. La multiplicity si sposa bene con i contributi generati dagli utenti che sono resi liberi di entrare, con pochi vincoli, a far parte di queste forme di narrazione trans-mediale.

#### Immersione vs. Estraibilità
I concetti di immersione e estraibilità si riferiscono al rapporto fra la narrazione transmediale e l'esperienza quotidiana dei fruitori.
Il principio dell'immersione permette allo spettatore di esplorare il mondo della fiction. Accade che elementi creati in un mondo narrativo, escano entrando a far parte del mondo degli spettatori, alimentando così la loro sensazione di essere immersi nell'universo narrativo di riferimento.
Con estraibilità si intende invece il modo in cui i fan estraggono dagli universi finzionali che amano elementi che diffondono nel proprio mondo. Esempi di extractability sono i parchi di divertimento contemporanei, come quello dedicato ai supereroi Marvel.

#### Costruzione di mondi
Il concetto di costruzione di mondi mette in evidenza una caratteristica importante della narratività transmediale: la maggiore attenzione alla realizzazione di un'opera intorno alla creazione di un mondo rispetto alla creazione di una trama. La creazione di un mondo offre la possibilità di sviluppare parallelamente trame diverse che fanno parte di uno stesso universo, il quale non può essere compreso nella sua interezza senza il passaggio da un media all'altro. Tuttavia, il senso principale della narrazione può essere appreso anche senza possedere la conoscenza di tutte le parti dell'opera. Il precursore di questo concetto è J. R. R. Tolkien che all'interno di un unico mondo (la Terra di Mezzo) ha sviluppato le narrazioni dei suoi romanzi (Lo Hobbit del 1937 e il Signore degli Anelli del 1954-1955).

#### Serialità
L'idea di serialità ha un'evoluzione lunga, che può risalire a figure letterarie del XIX secolo come Charles Dickens. Può essere compresa attraverso la distinzione da storia e trama. La storia si riferisce alla costruzione mentale di ciò che può formarsi solo dopo aver assorbito tutti i pezzetti di informazione disponibili. La trama, prende questi pezzetti di informazione organizzandoli in un percorso sequenziale disponibile agli spettatori. La serialità crea invece pezzi di racconti sensati e disperde la storia complessiva sui diversi episodi facendo in modo che il precedente rimandi al successivo. Il racconto transmediale è una serialità portata alle estreme conseguenze dove i pezzi di storia non sono dispersi su diversi segmenti sullo stesso medium, quanto piuttosto su media diversi.

#### Soggettività
La soggettività permette a una storia di essere raccontata da plurimi punti di vista, individuali. Affidando a un personaggio secondario la responsabilità di un racconto parallelo. Con il cambiamento di punto di vista si sviluppa la storia e la comprensione del personaggio è più approfondita nel racconto. Questo principio si sposa perfettamente con la narrazione transmediale, le estensioni possono allungare la linea temporale del materiale che può anche raccontare la soggettiva di ciascun personaggio su un medium diverso.

#### Performance
Le narrazioni transmediali hanno la capacità di chiamare i fan a produrre propri contenuti a partire da un universo finzionale di riferimento. Attorno a tale universo, i fan possono trovare autonomamente un loro spazio per le proprie performance creative, oppure possono rispondere a quelli che Jenkins chiama “cultural activators”; questi rappresentano degli elementi inseriti nella narrazione transmediale, che invitano gli spettatori a completare o espandere l'universo narrativo.
Un esempio di cultural activator che ha stimolato la performatività dei fan è la mappa dell'isola di Lost, mostrata brevemente durante un episodio della seconda stagione, ma che i fan hanno ricreato e reso disponibile a partire dalla creazione di screenshot; oppure i video su YouTube con le performance in cui i fan reinterpretano ballando o mimando in playback i numeri musicali di Glee.

### Crossmedialità vs Transmedialità
Molto spesso i due termini transmedialità e crossmedialità vengono utilizzati come sinonimi; fra i due esiste invece una differenza sostanziale in riferimento alla relazione fra storia e piattaforma.
Il termine transmedia indica forme narrative che cambiano in relazione ai diversi mezzi di comunicazione che le distribuiscono. La narrazione transmediale crea un universo unico, raccontato su vari media (televisione, Internet, radio, editoria, arte urbana, ecc) che forniscono, grazie al loro specifico uso e la loro capacità tecnologica, una prospettiva aggiuntiva al prodotto transmediale.
I diversi elementi che compongono questo universo possono essere esplorati e compresi indipendentemente l'uno dall'altro: sono molteplici punti di entrata nella storia. Questa nuova forma di narrazione permette di raggiungere un pubblico appartenente a luoghi diversi: lo spettatore può scoprire la storia, per esempio sul sito web della casa di produzione, conoscere le ultime novità tramite smartphone e vedere la serie ogni settimana in televisione. Attraverso l'uso di media interattivi e le nuove tecnologie dell'informazione e della comunicazione, questa ricerca arricchisce un'esperienza di intrattenimento più partecipativa e un impegno più profondo da parte del pubblico.
Paul Zazzera, CEO di Time Inc. usò per la prima volta nel 1996 la definizione cross-media, in seguito alla diffusione mondiale del videogioco Pokémon di Nintendo (1996), all'invenzione di Big Brother (presentato come format cross-mediale nel 1997) e al film The Blair Witch Project (nel 1999) e alla nascita di Second Life (nel 2003).

## Nascita e sviluppo delle narrazioni transmediali

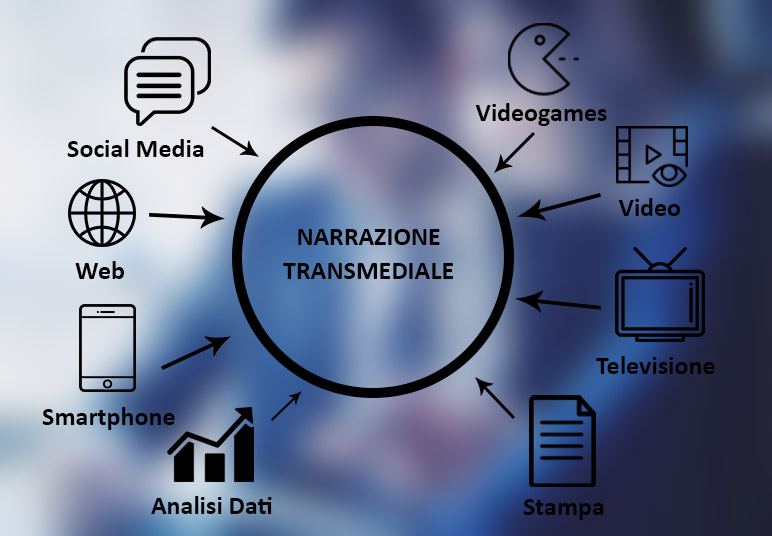
Media usati per lo sviluppo della Narrazione Transmediale

Alcuni riconoscono in Pamela: o Virtù Premiata (1740) scritto da Samuel Richardson una delle radici più antiche della narrazione transmediale.
Una prima forma di narrazione transmediale può essere rintracciata agli inizi degli anni sessanta, nella strategia narrativa e distributiva del media mix diffusa in Giappone nel mercato dei manga e degli anime.
Con la diffusione dell'uso di Internet negli anni ‘90, in molti hanno iniziato ad esplorare modi per raccontare storie ed intrattenere il pubblico attraverso l'integrazione di più piattaforme.  Uno dei primi esempi è dato da quelli che vengono definiti come alternate reality games (ARG). Si tratta di un gioco che collega internet al mondo reale. Solitamente si sviluppa attraverso numerosi strumenti web (blog, e-mail, minisiti) e presenta al giocatore una storia misteriosa con indizi che puntano al mondo reale.
Alcuni dei casi celebri che hanno contribuito allo sviluppo della narrazione transmediale sono Ong's Hat, The Beast, Matrix, Lost.

### Ong's Hat
Ong's Hat può considerarsi un prototipo di narrazione transmediale, iniziata probabilmente intorno al 1993. La trama si sviluppa attraverso alcune teorie di cospirazioni segrete, dando origine ad un'unica storia narrativa che si dirama attraverso quattro principali individui.
Lo sviluppo della storia può essere fatto risalire agli anni ‘80 con l'uso dei primi sistemi elettronici. Lo scopo era quello di creare una narrazione a cui incorporare vari media con cui sviluppare un retroscena. È considerata una prima forma di narrazione transmediale ed un esperimento con cui analizzare quanto un'informazione si sarebbe potuta diffondere secondo le modalità sopra descritte.
Joseph Matheny, in The Rise Of The ARG: games™ investigates alternate reality games and what the future has in store for the curious experiment, specifica come il progetto Ong's Hat abbia rivelato un DNA che si ricollega al concetto di ARG, nonché il racconto di una storia su varie piattaforme e nuovi media.

### The Beast
Il termine ARG è stato coniato nel 2001 in corrispondenza dell'uscita di The Beast (game), una campagna di marketing per il film A.I.: Intelligenza Artificiale.
L'ambientazione di The Beast è quella del 2142, 50 anni dopo gli eventi raccontati in A.I. L'alternative reality game si sviluppa su tre punti di ingresso che si sovrappongono al gioco, chiamati anche “tana del coniglio” nel gergo degli ARG. Il personaggio centrale del gioco intorno a cui l'utente deve ricercare informazione è Jeanine Salla, identificata come robotherapist.
Ogni tana del coniglio porta a farsi varie domande su Janine Salla, soprattutto perché non ci si aspetterebbe mai un film fatto nel 2001 in cui richiedere informazioni sui servizi fatti da una robotherapist. Ricercando sui motori di ricerca il nome “Janine”, i risultati mostrano diverse pagine ambientate nel mondo immaginario del gioco, come la home page del datore di lavoro di Salla o la pagina degli amici di famiglia dei Sallas, Evan e Nancy Chan.
Ogni medium sviluppa informazioni importanti con cui il giocatore può costruire la trama.

### Matrix
Uno degli esempi che Henry Jenkins cita per spiegare le narrazioni transmediali è Matrix, la cui storia si costruisce su vari media, ossia tre film, una serie di cortometraggi animati, due collezioni di storie a fumetti e diversi videogiochi. Un'altra caratteristica di Matrix è che ogni medium ha diversi autori; questo aspetto mostra un'altra dimensione della narrazione transmediale, ovvero la partecipazione collettiva e la cooperazione nella costruzione della trama. Matrix rappresenta un primo archetipo di narrazione transmediale; come fa notare Jenkins infatti, non esiste un unico testo a monte dove si possono trovare tutte le informazioni necessarie per comprendere l'universo Matrix, ma è necessario che queste vengano raccolte "migrando" fra i vari media.

### Lost
Lost è un perfetto esempio di narrazione transmediale. La struttura principale è la serie tv, la quale si sviluppa in sei stagioni dal 2004 al 2010. La serie gode di un cospicuo livello di coinvolgimento dell'audience, nonché di una comunità di fan attivi e interessati ai misteri dell'isola, fino al punto di dare vita all'enciclopedia Lostpedia. I creatori ed i produttori della serie hanno voluto tenere il pubblico in suspense per due stagioni con The Lost experience 44, un ARG (Alternate Reality Game) nel quale venivano dati degli indizi per risolvere enigmi secondari. La serie di J.J. Abrams è inoltre integrata con puzzle, spot pubblicitari, falsi siti web, libri e web video, come ad esempio il sito della compagnia aerea finzionale Oceanic (la compagnia dell'aereo che precipita nell'isola nella prima stagione), il quale dà la possibilità ai giocatori di trovare nuovi indizi.

## Applicazioni

### Usi educativi
La narrazione transmediale può divenire anche uno strumento pedagogico adatto a molteplici contesti educativi. Il livello di coinvolgimento offerto dalla narrazione transmediale può dimostrarsi particolarmente utile per educare quelle nuove generazioni - come ad esempio la Generazione Y - che appagano quotidianamente la propria curiosità facendo interagire più media.
L'uso della narrazione transmediale come strumento educativo, facendo ad esempio interagire gli studenti fra loro attraverso piattaforme come Twitter, Facebook, Instagram o Tumblr, permette ai ragazzi di avere, in primis, una partecipazione attiva, di sviluppare una pluralità di punti di vista, di accedere a esperienze e risorse per creare un'intelligenza collettiva che sia coinvolgente, immersiva e capace di catturare l'attenzione degli studenti stessi. All'educatore, invece, la narrazione transmediale offre la possibilità di condurre gli studenti a pensare in modo critico, ad approfondire il materiale di studio ed acquisire così nuove conoscenze, offrendo un quadro educativo che supporti un apprendimento incentrato sullo studente. La narrazione transmediale, inoltre, aumenta le capacità interpretative del singolo, allenandolo ad una costruzione personalizzata del significato.
La narrazione transmediale è anche usata da aziende come Microsoft e Kimberly-Clark per formare manager e dipendenti. Gronstedt e Ramos sostengono: “Alla base di ogni corso di formazione c'è una buona storia che aspetta soltanto di essere raccontata. Continuamente, tali storie vengono narrate attraverso diversi schermi e dispositivi, in modo da raggiungere gli utenti in modo più ampio e collaborare con loro in modo più approfondito”.

### Marketing
I professionisti del marketing e della pubblicità si sono interessati alle opportunità offerte dalla narratività transmediale per creare nuovi formati pubblicitari. I mezzi della transmedialità - e in particolare l'alternate reality game - permettono alle aziende di attrarre i loro pubblici su più media possibili, di raccontare i punti di forza dei loro prodotti creandone intorno un universo. Uno degli esempi più rappresentativi di campagne pubblicitarie transmediali è Happiness Factory, ideata da Jeff Gomez nel 2010 per Coca-Cola.

## Esempi di narrazioni transmediali
La lista degli esempi è organizzata secondo il criterio del medium dove è stata sviluppata maggiormente la trama. Per ciascun esempio sono elencate le piattaforme che contribuiscono alla narrazione complessiva.

### Cinema
- Guerre Stellari (1977-2016): saga cinematografica, romanzi, videogiochi, fumetti, giochi di ruolo.
- Matrix (1999-2021): film, cortometraggi, videogiochi, fumetti.
- Tron: Legacy (2010-2011): serie animata, videogiochi, giochi di società.
- Prometheus (2012): campagne di marketing.
- Pink Floyd The Wall (1982): album musicale, spettacoli e concerti.

### Serie Tv
- Lost (2004-2010): Alternate Reality Game, sito web.
- Plus belle la vie (in onda dal 2004): Alternative Reality Game.
- Dexter (2006-2013)
- Fais pas ci, fais pas ça (in onda dal 2007): web-serie.
- True Blood (2008-2014): bevanda True Blood, campagne di marketing.
- Hero Corp (in onda dal 2008): web-serie, fumetti.
- Real Humans (in onda dal 2012)
- Frammenti (2009): è stato il primo esperimento di Alternate reality game realizzato e trasmesso in Italia a partire da una serie tv.
- Glee (2009-2015): videogiochi, album.
- Agents of S.H.I.E.L.D. (in onda dal 2013): collegamento con i film del Marvel Cinematic Universe

### Libri, romanzi, fumetti
- Millennium: Uomini che odiano le donne (2005): campagna di marketing pubblicata su ARG.net
- The Walking Dead (in onda dal 2003): serie televisiva, videogiochi.
- Dune: film, videogiochi.
- L'Orda del Vento (2004): fumetti, videogiochi e serie animate.
- Manituana: esperimento letterario intorno al quale si è sviluppato una serie di racconti (alcuni dei quali generati dagli utenti), eventi e spettacoli teatrali-multimediali.

### Alternate Reality Game
- The Beast (A. I. Intelligenza artificiale) (2001)
- In Memoriam (2003)
- I love Bees (Halo 2) (2004)
- The Art of the Heist (2005)
- The Truth About Marika (2007)
- Why So Serious? (Il cavaliere oscuro) (2008)
- Conspiracy for Good (2010)
- Detective Avenue (2011)
- Alt Minds (2012)

### Videogiochi
- Assassin's Creed (serie) (dal 2007): fumetti, romanzi, film (cortometraggi e lungometraggi).
- Rabbids: Invasion (dal 2013): serie animata televisiva.
- Five Nights at freddy's: Videogiochi, libri, film

### MMORPG
- Dofus (2004): fumetti, serie animata, sito web.
- Wakfu (2009): serie animata, film, sito web.
- Defiance (2013): serie televisiva.